# Siecherbach
Der Siecherbach, im Unterlauf Buchberggraben, ist ein linker Zufluss zur Isar, der bei Bad Tölz in die Isar mündet. Der Bach entsteht in einem Weiher im oberen Bereich des Buchbergs.